# Mary Kay Bergman
Pour les articles homonymes, voir Bergman.
Mary Kay Bergman, née le 5 juin 1961 à Los Angeles, en Californie, et morte par suicide le 11 novembre 1999 dans la même ville, est une comédienne de doublage américaine.
Elle est principalement connue pour avoir prêté sa voix au personnage de Daphne Blake (du dessin-animé Scooby-Doo) entre 1998 et 2000, ainsi qu'à de multiples personnages de la série-télévisée South Park et de plusieurs personnages secondaires des films d'animation Disney tout au long des années 1990.

## Biographie

### Jeunesse
Mary Kay Bergman naît le 5 juin 1961 à Los Angeles et fréquente l'Université de Californie de 1978 à 1981.

### Carrière
Mary Kay Bergman a fait la voix de la majorité de personnages féminins de plusieurs séries d'animation. Elle a doublé plusieurs personnages de la série South Park et South Park, le film.

### Mort
Mary Kay Bergman souffrait de trouble bipolaire et d’anxiété généralisée. Elle avait caché sa maladie à sa famille et à ses amis. Elle s'est suicidée à l'âge de 38 ans dans son appartement, le 11 novembre 1999, à West Los Angeles,,.  Son époux Dino Andrade ainsi qu'un ami ont trouvé son corps et une lettre.

## Filmographie

### Actrice
- 1990 : Capitaine Planète (série télévisée) : Dr Blight (1991-1993)
- 1991 : La Belle et la Bête (Beauty and the Beast) : Babette
- 1992 : Family Dog (série télévisée) : Voix additionnelles
- 1992 : La Petite Sirène (série télévisée) : Arista / Voix additionnelles
- 1993 : The Funtastic Voyages of Sinbad the Sailor (série télévisée)
- 1995 : Félix le chat (en) ("The Twisted Adventures of Felix the Cat") (série télévisée) : Voix additionnelles
- 1995 : Annie: A Royal Adventure! (TV) : Miss Hannigan / Voix additionnelles
- 1996 : The Kitchen Casanova : Doris
- 1996 : Le Bossu de Notre-Dame (The Hunchback of Notre Dame) : La mère de Quasimodo
- 1997 : Dany, le chat superstar (Cats Don't Dance) : Alice
- 1997 : Zorro (série télévisée) : Ursula
- 1997 : Hercule (Hercules) : Nymphes des Bois, de l'Eau et de la Terre / Jeunes filles
- 1997 : Annabelle : un amour de petite vache : Hens
- 1997 : South Park ("South Park") (série télévisée) : Principal Victoria / Liane Cartman / Sharon Marsh / Sheila Broflovski / Mrs. McCormick / Infirmière Gollum / Wendy Testaburger / Mrs. Crabtree / Voix additionnelles (1997-1999)
- 1998 : The Secret Files of the SpyDogs (en) (série télévisée) : Mitzy et sa propriétaire / Timmy / la propriétaire de Scribble
- 1998 : Mes parrains sont magiques (TV) : Timmy Turner
- 1998 : Batman et Mr Freeze : Subzero (vidéo) : Barbara Gordon / Batgirl
- 1998 : Mulan : Voix additionnelles
- 1998 : Oh Yeah! Cartoons (série télévisée) : Timmy Turner / Voix additionnelles
- 1998 : Scooby-Doo sur l'île aux zombies (vidéo) : Daphnée Blake
- 1998 : Rusty, chien détective (Rusty: A Dog's Tale) : Myrtle
- 1998 : 1 001 Pattes (A Bug's Life) : Papillon
- 1999 : The Zappys (TV) : Timmy Turner
- 1999 : Sing Me a Story with Belle (en) (série télévisée) : Fifi / Hansel / Gretel / Elf / la sorcière / Voix additionnelles
- 1999 : Jay Jay le petit avion (Jay Jay the Jet Plane) (vidéo) : Jay Jay / Herky / Savannah / Revvin' Evan
- 1999 : South Park, le film : Plus long, plus grand et pas coupé (South Park: Bigger Longer & Uncut) : Liane Cartman / Sheila Broflovski / Sharon Marsh / Wendy Testaburger / le Clitoris / Voix additionnelles
- 1999 : Peur bleue (Deep Blue Sea) : Le perroquet
- 1999 : Le Géant de fer (The Iron Giant) : Voix additionnelles
- 1999 : Alvin and the Chipmunks Meet Frankenstein (vidéo) : Mother
- 1999 : Scooby-Doo et le Fantôme de la sorcière (Scooby-Doo and the Witch's Ghost) (vidéo) : Daphne Blake
- 1999 : The Scooby Doo Project (TV) : Daphne Blake
- 1999 : Toy Story 2 : Jessie (yodel) / voix additionnelles
- 2000 : Christmas in South Park (vidéo) : Sheila Broflovski / Shelley Marsh / Voix additionnelles
- 2000 : Bob's Video : Lady in Red, Telephone Voice & Radio Dispatcher
- 2000 : Scooby-Doo et les Extraterrestres (vidéo) : Daphne Blake
- 2000 : The Life & Adventures of Santa Claus (en) (vidéo) : Martha
- 2001 : La Belle et le Clochard 2 : L'Appel de la rue (Lady and the Tramp II: Scamp's Adventure) (vidéo) : Si l'un des chats siamois
- 2002 : Balto II : La Quête du Loup (Balto II: Wolf Quest) (vidéo) : Fox / Wolverine 3

### Productrice
- 2000 : Bob's Video